# سانتياجو رونكاجليولو
سانتياجو رفائيل رونكاجليولو لوهمان (بالإسبانية: Santiago Roncagliolo) من بيرو (ولد في منطقة ميرافلوريس في محافظة ليما، في التاسع والعشرين من مارس في عام 1975م) عمل كاتب مسرحي، سيناريست، مترجم وصحفي.
قضى سانتياجو جزءا من حياته في المكسيك بعد أن اضطر لمغادرة البلاد ثم عاد إلى بيرو مرة أخرى ودرس في الجامعة الكاثوليكية. بعد تخرجه من الجامعة قام بتحقيق حلمه في التأليف وحققت كتاباته نجاحإ باهرآ في بلده ليما في بيرو ثم قرر بعد ذلك أن يسافر إلى مدريد حتى يواصل تحقيق حلمه هناك. في بداية الأمر لم يحالفه الحظ ولكن بسبب إصراره على النجاح تمكن بعد ذلك من تحقيقه واستطاعت أعماله ان تحوز على جوائز عديدة من أشهرها جائزة الفاجوارا. كتب العديد من الروايات من اشهرها رواية أبريل الأحمر، الخجل وقريبة جدأ من الحياة. وتمت معالجة روايته خجل سينمائيآ وحقق هذا الفيلم نجاحآ باهرأ آنذاك. وإلى جانب رواياته فكتب أيضآ سانتياجو مسرح، قصص قصيرة، وقصص أطفال. وكل هذا بالإضافة لعمله في مجال الإذاعة والصحافة والترجمة أيضآ. فقد ترجم العديد من الأعمال لكتاب فرنسيين مشهورين.

## النشأة
سانتياجو هو نجل عالم النفس الصحفي والسياسي رفائيل رونكاجليولو ووالدته كاتالينا لوهمان. قضى سانتياجو رونكاجليولو جزءً من طفولته في أريكويبا. أجبر هو وعائلته على مغادرة البلاد مؤقتاً في عام 1977م وهذا في ظل التوترات السياسية والحكم العسكري الذي بدأ في عام 1968م. بعد أن قضى سانتياجو جزءً من حياته في المكسيك، عاد مع والديه إلى بيرو. درس في كلية الإنماكولادا وتخرج في علم اللغة والأدب من الجامعة الكاثوليكية.
كان يقول دائماً وهو في المنفى " لقد نشأت في عائلة من المنفيين. حتى أنه رفاقي في طفولتي كانوا أيضاً من المنفيين الصغار فلقد كانوا من تشيلي، الأرجنتين، أمريكا الوسطى أو أوروجواي. ذهبنا مع بعض للجامعة بقمصان الجبهة الساندينية للتحرير الوطني هذه الجبهة التي تأسست ضد الاحتلال الأمريكي الذي كان في نيكاراغوا من عام 1927م إلى عام 1933م. لعبنا الحرب الشعبية. وعلى الرغم من تعقيد محادثات الكبار فهمنا أننا في يوماً ما سوف نشكل ثورة ويحدث ما يحدث.

علم حزب الدرب المضئ.

كنت لا أزال طفلاً عندما عدت إلى بيرو. وكنت مرتبكاً جداً لأنه كان بالفعل هناك ثورة جارية. هذه الثورة التي حققها حزب الدرب المضيء ولم تبدو وكأنها شيء لطيف كما قيل عنها، هذا الحزب الذي تكون على يد مجموعة من الإرهابيين في بيرو في أواخر عام 1960م ولقد قاموا بأعمال عنف في ليما عاصمة بيرو عام 1982م ومنتصف عام 1983م وتم اعتبارهم كمجموعة منشقة من الحزب الشيوعي وقد تسبب هذا الحزب في وفاة العديد من الناس الذي بلغوا أكثر من نحو 30000 إنسان. وبالنسبة للطبقة الوسطى في ليما فلقد كانت الثورة تمثل لهم انقطاع التيار الكهربائي، خوف، قنابل وقتلى. وبالنسبة للمزارعين فقد كانت أشياء أسوأ بكثير."

### بداية الكتابة
كان حلم رونكاجليولو دائماً أن يصبح كاتباً فتمكن في بلده ليما أن يقوم بنشر كتب للأطفال وكتابة عمل مسرحي بعنوان «أصدقائك أبداً لن يضروك» واستطاع أيضاً أن يعمل هناك في مكتب أمين المظالم. حتى في عام 2000م سافر إلى مدريد مصمماً أيضاً على النجاح مثل ما نجح في بلده بيرو. مارس هناك كتابة الأدب الأسود  وكاتب الأدب الأسود أو الكاتب الشبحي هو كاتب محترف يتم تعيينه لكتابة السيرة الذاتية، القصص، المقالات، الروايات وأعمال أخرى دون الحصول على الائتمان رسمياً عن مثل هذه الأعمال.
في كثير من الأحيان يحصل على الائتمان كمتعاون فقط ومن الشائع جداً أن يستأجر السياسيون الممثلون وغيرهم من المشاهير هؤلاء الكتاب لكتابة سيرهم الذاتية أو كتابة مقالات عنهم في المجلات والجرائد وأيضاً إلى جانب هذا العمل الذي مارسه سانتياجو في مدريد كانت هناك أوقات اضطر فيها أن يقوم بتنظيف المنازل في إسبانيا لتحقيق النجاح وكسب رزقه للبقاء على قيد الحياة. حكى الكاتب أيضاً " أنني قد ذهبت لاسبانيا لأكون كاتباً متبعاً لنهج كتاب أمريكا الاتينية المشهورين والذين قد حققوا نجاحاً باهراً هناك مثل جابرييل جارسيا ماركيس، ماريو بارجاس يوسا وخوسيه دونسو ولكني سرعان ما أدركت أن عدد الفاشلين يفوق بكثير عدد الناجحين وهذا فقط لعدم نجاح قصصهم أو أعمالهم. وتكريماً لكل هؤلاء، شهداء الأدب قررت أن اكتب قصة شخص فاشل.

### العمل الاحترافي
ولكن مع ذلك فقد تمكن سانتياجو من النجاح وأقام في إسبانيا حيث يقيم حالياً في مدينة برشلونة. وفي عام 2006م حازت روايته الابريل الأحمر بجائزة الفاجوارا للرواية ولقد ناقشت هذه الرواية قصة مدعي عام قام بالتحقيق في قضايا إرهابية وفي هذا الطريق يكتشف الماضي المظلم والعنيف لجيش وحكومة ألبرتو فوجيموري الذي كان رئيساً لبيرو من عام 1990م إلى عام 2000م ولقد تنحى عن الرئاسة عن طريق البرلمان بسبب اتهامه بالفساد وانتهاك حقوق الإنسان. ما بين عامى 2008م و2009م شارك سانتياجو في البرنامج الإذاعي «الشباك» في سلسلة «كون الإذاعية». كان هذا البرنامج من إخراج جيما نييجرا  التي تعتبر أشهر مقدمة برامج في الإذاعة والتليفزيون الأسباني. وكان هذا البرنامج يوم الاثنين وقام سانتياجو بالعمل فيه من 16 - 17 ساعة في تجمع تحت عنوان أمريكا الاتينية وهذا بالتعاون مع بوريس ايزاجيرري  ألبارو بارجاس يوسا  وخورخيه لاناتا.
ومن كتابات سانتياجو أيضاً التي أحدثت ضجة روايته الشهيرة والحائزة على جائزة الفاجوارا «مذكرات سيدة» التي كتبت في عام 2009م هذه الرواية التي لم يتم نشرها بحرية في جمهورية الدومينيكان وذلك بسبب أنه إحدى سطور الرواية الخاص بشخصية ديانا ميديتى كانت بالفعل تمثل شخصية واقعية وهي نيليا بارليتا التي تنتمي لأقوى العائلات في الجمهورية والتي كان أبنائها ضد نشر هذه الرواية ولكن نفى سانتياجو في جريدة التجارة أنه استلم أموال مقابل كتابته لهذه الرواية. وقد تم توزيع الكتاب فقط في ثلاثة بلدان دون الإعلان عنه أو الترويج. ومن الجدير بالذكر أنه في عام 2010م قد تم اختيار رونكاجليولو من قبل مجلة جرانتا البريطانية كواحداً من ضمن أفضل 22 كاتبآ باللغة الإسبانية الذين يبلغ أعمارهم أقل من 35 عام. وإلى جانب رواياته الرائعة فهو كاتب سناريست لمسلسلات إسبانية، صحفي ومستشار سياسي. وهذا بالتعاون مع الجريدة اليومية الإسبانية المشهورة «البلد» وجرائد أخرى من مختلف دول أمريكا الاتينية. وأيضاً قام بترجمة أعمال فرنسية لكتاب مشهورين مثل جان جينيه  وأندريه جايد  وآخرون فيما بينهم.

## جوائز
- جائزة الموهبة الجديدة (FNAC) في عام 2003 م.
- جائزة الفاجوارا (Alfaguara) في عام 2006 م عن روايته «أبريل الأحمر».
- جائزة الغراب الأبيض (White Raven) في عام 2007 م.
- جائزة المركب الفضى (Carabela de Plata) في عام 2010 م.

### جائزة الفاجوارا
جائزة الفاجوارا هي جائزة ذات صلة بالرواية الإسبانية. نشأت هذه الجائزة في عام 1965م وتم تأسيسها من قبل الكاتب كاميلو خوسيه سيلا. وتقدر هذه الجائزة بمئتي ألف بيزيتا. تم شراء الجائزة من قبل مجموعة سانتيانا في عام 1980م - وهي مجموعة من دور النشر التي لها وجود قوي في إسبانيا وأمريكا اللاتينية - وبعد خمسة وعشرين عاماً من غياب جائزة الفاجوارا عادت مجدداً في عام 1998م وبلغ قدرها 175000 دولار. يتم توزيع الجائزة على العمل الفائز في نفس الوقت في جميع البلاد مثل إسبانيا، أمريكا اللاتينية، الولايات المتحدة وهكذا وإلى جانب جودة الأعمال الفائزة بهذه الجائزة فكانت لها مكانة كبيرة أيضاً.

## أعماله
- أصدقائك أبدآ لن يضروك، عمل مسرحي، عام 1999 م.
- روجور- التنين العاشق، قصة قصيرة للأطفال وقد حصلت هذه القصة على جائزة الفاجوارا في عام 1999 م.
- حرب موستارك، قصة قصيرة للأطفال. عام 2000 م.
- رواية أمير التماسيح. عام 2002 م.
- النمو هو وظيفة حزينة، عشر قصص قصيرة. عام 2003 م.
- رواية الخجل، حصلت على جائزة الفاجوارا عام 2004 م.
- الفن النازى، مقال. عام 2004 م.
- رواية أبريل الأحمر. عام 2006 م.
- ماتياس والمستحيلات. عام 2006 م.
- الجت لاج، نصوص كتبت في أوآخر عام 2005 م إلى أوآخر عام 2006 م، حصلت على جائزة الفاجوارا عام 2007 م.
- السيف الرابع، قصة جوزمان أبيميل وحزب الدرب المضئ. عام 2007 م.
- رواية مذكرات سيدة، عام 2009 م
- رواية قريبة جداً من الحياة. عام 2010 م.
- العاشق الأوروجوايي، قصة حقيقية. عام 2012 م.

### رواية أبريل الأحمر
هي أشهر رواية للكاتب سانتياجو رونكاجليولو. نشرت في عام 2006م وحصلت في هذا العام على جائزة الفاجوارا. تطورت أحداث القصة أثناء العملية الانتخابية والأسبوع المقدس في عام 2000م في بيرو، أي أنها كتبت في فترة ما بعد الاشتباكات الداخلية الناتجة عن الحرب الأهلية التي جرت في البيرو ما بين الثمانينيات والتسعينات. ويمكننا أن نرى اعقاب هذه المواجهة في الرواية. تعرض الرواية قصة مدعي عام يدخل في العديد من المغامرات لكشف حقيقة بعض السياسيين.

### رواية العاشق الأوروجوايى
يعرض كتاب العاشق الاوروجوايى قصة حقيقية تروي تجارب اموريم انريكي بطل الرواية، وهو مليونير غريب الأطوار الذي كان على علاقة غامضة مع الشاعر الإسباني فيديريكو جارسيا لوركا. كما أنه كان شاهداً ومتواطئ في بعض القصص الأكثر غرابة مع العديد من الأشخاص الذين لهم صلة بأوائل القرن العشرين. تحكي الرواية أن هذا المليونير الشيوعي مثلي الجنس والذي كان متزوجاً في أوروجواي وكتب أكثر من 40 كتاب. أنه قد سرق جثة الشاعر الإسباني المشهور جارسيا لوركا ومع سرقته لهذه الجثة علم بالعديد من الأسرار عن كتاب وفنانين القرن العشرين مثل بورخيس، بيكاسو وبابلو نيرودا. فكان هذا الكاتب الأورجوايى يمثل انعكاساً لشخصية الشاعر الإسباني جارسيا لوركا ولمعاناته في الحياة لانه كان مثلي الجنس. فقد كانت هذه الرواية آخر أعمال سانتياجو رونكاجليلو إلى وقتنا هذا. كتبت في عام 2012م وحازت على نجاح ساحق مثل مثيلاتها من الروايات.

## معالجة سينمائية
في عام 2007 عرض الفيلم الإسباني «خجل»، الذي كان عبارة عن معالجة سينمائية لرواية «خجل» للروائي سانتياجو رونكاجليولو. كان الفيلم من إخراج الأخوين ديفيد وتريستان أويوا.

### قصة الفيلم
تدور أحداث فيلم «خجل» عن عدة قصص يتحكم فيهم شيء مشترك وهو: الخجل. يحكى أيضا ان دائما الخجل يؤدى إلى العزلة وعدم القدرة على الاتصال بالأخرى ن. في هذا الفيلم قد نشعر بمناخ من الغموض المطلق، عدم الأمان وأيضا السخرية. فهو عبارة عن تجميع لقصص التي فيها توضح النهايات الضارة التي تلحق بالإنسان نتيجة عن العزلة والخجل.

## مقالات صحفية عن الكاتب

### مقال في جريدة الأهرام
فوز بيروني بجائزة «الإندبندنت» للأدب الأجنبي متفوقا على أديب نوبل باموق:
ذكرت صحيفة «الجارديان» اليوم أن الروائي البيروني «سانتياجو رونكاجليولو» فاز بـ جائزة الإندبندنت للأدب الأجنبي عن روايته «أبريل الأحمر» متفوقاً علي الروائي التركي الحائز جائزة نوبل للآداب أورهان باموق.
وتحكي رواية سانتياجو عن مدع عام قليل الحظ يتتبع أثر أحد السفاحين العنيفين في مدينة آياشوشو البيروفية. وتدور أحداثها في عام 2000 وقد اختارتها لجنة التحكيم كأفضل عمل روائي معاصر مترجم إلي الإنجليزية علي رواية باموق «متحف البراءة» ورواية حائز جائزة الإندبندنت السابق بير بيترسون «لعنة نهر التايمز».
وقال بويد تونكين المحرر الأدبي وأحد المحكمين باللجنة أن رواية سانتياجو نمت عن مهارة ومكر هائلين في مجال فن التشويق البوليسي والسياسي في محاولته لإضفاء الدرامية علي الصراع بين الحب والكراهية، الإبداع والتدمير في المجتمع والمدينة وفي عقل الإنسان ذاته.
رونكاجليولو 36 عاماً هو أحد أصغر الفائزين بالجائزة ويعيش في برشلونة حالياً وعن فوزه بالجائزة قال «إنها لحظة عظيمة في عام عظيم» فقد فاز في العام الحالي بجائزة «الفاجوارا» الإسبانية وتم وضع اسمه في قائمة «جرانتا» لأحسن الأدباء الشبان في اللغة الإسبانية.
وتبلغ قيمة الجائزة 10 آلاف جنيه استرليني يتم اقتسامها بين الكاتب ومترجم العمل إديث جروسمان الذي كانت ترجمته ذات فضل كبير في فوز الرواية بالجائزة. وقال جروسمان إن سانتياجو «يمتلك الموهبة والخبرة الفطرية كمحترف قديم في مجال الرواية».
وكانت رواية أورهان باموق «متحف البراءة» التي تعد أول رواية له منذ فوزه بجائزة نوبل للآداب عام 2006 عن روايته «الحب المفقود في إسطنبول» أبرز الروايات المرشحة للفوز في القائمة القصيرة التي ضمت القائمة أيضاً الكاتب الألماني «جيني إيرينبيك» والنرويجي بير بيترسون.
ويذكر أن جائزة الإندبندنت قد أطلقتها صحيفة «الإندبندنت» البريطانية في عام 1990 لتشجيع ترجمة الأدب المعاصر للإنجليزية بالمملكة المتحدة وقد استمرت لمدة 5 سنوات قبل أن تتوقف ثم أعيد إطلاقها مرة أخرى في عام 2001 بمساعدة مالية من مجلس الفنون البريطاني وبداية من عام 2011 تولت مؤسسة «بوكتراست» الإنجليزية الثقافية الخيرية إدارة الجائزة ولكنها أبقت علي اسمها كما هو.

### مقال في جريدة الوطن
سانتياجو رونكاجليولو: «لقد ولى عصر الواقعية السحرية في أدب أمريكا اللاتينية»:
يرى الروائي البيرواني سانتياجو رونكاجليولو أن معطيات الواقع العالمي الجديد تتطلب نمطا أدبيا مغايرا عما كان عليه خلال فترة الواقعية السحرية التي ارتبطت بأمريكا اللاتينية حتى أواخر السبعينيات من القرن المنصرم.
أدلى الأديب البيرواني، الشاب الحائز على جائزة الرواية لدار نشر ألفاجوارا الإسبانية عام 2006، بهذه التصريحات خلال لقاء أجرته معه وكالة «إفي»، مشيرا إلى أن أسلوب روايات أمريكا اللاتينية المرتبطة بالواقعية السحرية مثل «مائة عام من العزلة» للروائي الكولومبي جابرييل جارثيا ماركيس، و«لعبة الحجلة» للأرجنتيني خوليو كورتاثار، لن يمدا القارئ في الوقت الحالي بما يتطلبه عالمنا المعاصر، مؤكدا «لقد توقف ابداع روايات مثل هذه منذ أكثر من 40 عاما».
واستطرد رونكاجليولو في حديثه «اننا الآن في حاجة ماسة إلى أدب أكثر واقعية، قادر على اشباع قارئ متشكك ومفكر، يطلب اجابات واضحة، ولا يبحث عما هو سحري».
ويقدم الأديب الشاب في روايته الأخيرة «مذكرات سيدة»، موضوع عصابات المافيا على مدار عقود في بلده بيرو، بينما الخلفية التاريخية تعود إلى حقبة حكم الرئيس الأسبق ألبرتو فوخيموري.
يشار إلى أن رونكاجليولو (ليما 1975)، يشير في روايته التي تتناول السيرة الذاتية لسيدة عجوز تدون مذكراتها بعد حياة حافلة بعالم المافيا، إلى جانب عناصر تاريخية أخرى مثل الديكتاتورية البيروانية ورئاسة تروخيو وباتيستا، وبالمثل تستعرض أجواء تاريخية مقاربة، مثل الثورة الكوبية، وهيمنة الاستخبارات الأمريكية بين موضوعات أخرى.
وبالمثل تمزج الرواية بين الواقع التاريخي لبيرو إلى جانب حركة السرد الحر، كما يشير في عمله إلى الروائي البيرواني الشهير ماريو بارجاس يوسا، وروايته «حفلة التيس» بين تفاصيل حقيقية أخرى.
وصدر للكاتب روايتان سابقتان هما «خجل»، و«أبريل الأحمر»، وحازتا على إقبال جماهيري واسع، كما احتفى بهما النقاد، وكان أصغر روائي يحصل على جائزة الرواية من دار نشر ألفاجوار الإسبانية.

## وصلات خارجية
- سانتياجو رونكاجليولو على موقع IMDb (الإنجليزية)
- سانتياجو رونكاجليولو على موقع قاعدة بيانات الفيلم (الإنجليزية)
- حياة سانتياجو رونكاجليولو
- مكتب أمين المظالم
- الأدب الأسود
- سانتياجو رونكاجليولو: ليس هناك طفرة جديدة في الأدب
- سلسلة كون الإذاعية[الإسبانية]
- المذيعة الإسبانية المشهورة جيما نييجرا[الإسبانية]
- بوريس إزاجيررى[الإسبانية]
- ألبارو بارجاس يوسا[الإسبانية]
- خورخيه لاناتا[الإسبانية]
- جريدة التجارة «سانتياجو رونكاجليولو نفى تلقيه أموال مقابل كتابته لرواية مذكرات سيدة»
- مقال في جريدة «البلد» الأسبانية عن الروائى سانتياجو رونكاجليولو
- الكاتب الفرنسى أندريه جايد
- الكاتب الفرنسى جين جانيت